# Andrés Antonio Maraver de Guevara y Godoy
Andrés Antonio Maraver de Guevara y Godoy o Andrés Maraver de Guevara (bau. Jerez de los Caballeros, San Bartolomé, 5/9 de febrero de 1649 - Jerez de los Caballeros, 4 de abril de 1718) fue un noble español.

## Familia
Hijo de Diego Maraver de Guevara (Badajoz, bau. Jerez de los Caballeros, San Miguel, 6 de diciembre de 1612, apadrinado por Francisco de Vera y Solís - 1678), V señor del mayorazgo de Torre Mejía o Torremejía y I señor del mayorazgo de Santa Ana, hermano de Antonio (bau. 28 de enero de 1606), Catalina (bau. 28 de noviembre de 1606), María (bau. 22 de diciembre de 1610), Francisca (bau. 22 de enero de 1614), Alonso (bau. 16 de octubre de 1616, que testemunió la velada del matrimonio de su hermano Diego) y Lope (bau. 24 de febrero de 1624), y de su esposa (Badajoz, Santa María del Castillo, 1635, velados en Jerez de los Caballeros, San Bartolomé, el 17 de diciembre de 1635) Beatriz de Godoy Ponce de León Angulo y Cárdenas, nieto paterno de Vasco Maraver y de Guevara y de su esposa y prima Inés Maraver de Velasco y nieto materno de Andrés de Godoy Ponce de León y Bañuelos (bau. Córdoba, Todos los Santos, 28 de julio de 1575 - ?), caballero de la Orden de Santiago el 27 de octubre de 1608, y de su esposa Inés de Angulo y Cárdenas (bau. 11 de febrero de 1587 - ?), hermana germana de Pedro Gómez de Cárdenas y Angulo, I vizconde de Villanueva de Cárdenas el 10 de diciembre de 1656, y hermano, entre otros, de Juana Ventura Maraver Silva y Vega, casada con Juan Carlos de Lila y Vint, III marqués de los Álamos del Guadalete, con descendencia, de Inés (bau. Jerez de los Caballeros, San Bartolomé, 19 de abril de 1636) y de Elena Josefa (bau. Jerez de los Caballeros, San Bartolomé, 22 de octubre de 1647), las cuales cita en su testamento.

## Biografía
Regidor perpetuo de Jerez de los Caballeros y alcalde por el estado noble de Jerez de los Caballeros en 1682.
VI señor del mayorazgo de Torre Mejía o Torremejía y II señor del mayorazgo de Santa Ana.
Habendo testado en su localidad el 29 de diciembre de 1717, nel estado de viudo, fue sepultado en jazigo propio en la Capilla de Nuestra Señora de la Concepción de la Iglesia Parroquial de San Miguel, Jerez de los Caballeros.

## Matrimonio y descendencia
Casó con Ana Leonor María de Vera y de Alburquerque Zúñiga y Fajardo o Ana María de Vera Alburquerque y Fajardo o de Vera y Alburquerque o de Vera Alburquerque (bau. Gata, 26 de julio/27 de agosto de 1666, apadrinada por Juan de Vera y Ovando - Jerez de los Caballeros, 10 de febrero de 1706), donde testó el 27 de octubre de 1705, hija de Diego de Vera de Alburquerque y Mosquera y de su esposa Ana María Ortiz de Zúñiga Leyva y Fajardo, VII marquesa de Espinardo, de la cual tuvo: 
- Beatriz de Godoy y Ponce de León (bau. Mérida, Santa María Mayor, 26 de diciembre de 1683, que se llamó como su abuela paterna pero se casó con los apellidos Maraver y Vera (Jerez de los Caballeros, San Bartolomé, 8 de septiembre de 1720) con Alonso Pablo de Ovando y Solís Rol de la Cerda, cadete en el Ejército en 1710, en 1717 se le forma asiento en la Armada embarcando en marzo de 1718, e intervino en el sitio de Cartagena de Indias, ascendiendo a jefe de Escuadra en 1743, hermano más nuevo y heredero del I marqués de Castell-Bríndisi luego I marqués de Ovando, con descendencia extinguida
- Diego José Maraver de Guevara Vera y Godoy (bau. Mérida, Santa María Mayor, 21 de enero de 1685 - Jerez de los Caballeros, 14 de octubre de 1753), VII señor del mayorazgo de Torre Mejía o Torremejía, III señor del mayorazgo de Santana, casado (Mérida, San Bartolomé, 14 de abril de 1706) con Isabel Francisca de Silva Vera y Vargas (bau. Jerez de los Caballeros, 15 de marzo de 1679 - ?), con descendencia
- Andrés Maraver de Guevara Vera y Godoy (? - 9 de febrero de 1774)
- Ana Maraver de Vera Zúñiga y Fajardo, casada con Lope Andrés de Tordoya Silva y Figueroa, abuelos maternos del I conde de Ulloa de Monterrey el 25 de mayo de 1774